# Како сачувати ментално здравље младих у избеглиштву (књига)
Како сачувати ментално здравље младих у избеглиштву  једна је од пет књига библиотеке И то је живот аутора Војискава Ћурчића и Весне Брзев-Ћурчић, објављена 2000. године у издању Југословенског Црвеног крста и Међународне фередација друштава Црвеног крста и Црвеног полумесеца.

## О ауторима
- Војискав Ћурчић (1951) је специјалиста неуропсихијатар, доктор медицинских наука, примаријус, тренинг психоаналитичар Психоаналитичког друштва Србије.[2]
- Весна Брзев-Ћурчић је психолог, специјалиста медицинске психологије, субспецијалиста психоаналитичке психотерапије, тренинг психоаналитичар и супервизор Психоаналитичког друштва Србије.[3]

## О делу
Југословенски црвени крст и Међународна федерација друштава Црвеног крста и Црвеног полумесеца, свесни реалне опасности да се у избеглиштву може пореметити ментално здравље, покренули су библиотеку под називом И то је живот. Како сачувати ментално здравље деце у избеглиштву је једна од пет књига објављених у библиотеци која је посвећена теми менталног стаља избеглица.
Како сачувати ментално здравље младих у избеглиштву је гњига о младима у избеглиштву, њиховим тегобама, могућностима и начинима самопомоћи и помоћи. Весна Брзев-Ђурчић и Војислав Ђурчић истражујући проблем младих у избеглиштву очили су да младе избеглице стижу у нову средину несигурне, са врло уздрманим представама о животу и људима, са пољуљаним системима вредности и веровања, повређени и често понижени.
Њихову збуњеност најбоље илуструју примери које аутори наводе у књизи. Један од таквих примера је и следећи:
"Са породицом и пријатељима из краја причам једним нагласком, а у школи са друштвом одавде трудим се да говорим као и они. Моји земљаци ми се подсмевају када говорим новим нагласком, а када међу вршњацима одавде говорим нагласком свог краја сви одмах знају да сам избеглица. Како да ме не буде стид? Или: Поделу на ми и они често осећам на својој кожи. Девојка из разреда је позвала на рођендан све осим мене. Знам да је тако зато што сам избеглица. Зашто?"
Озбиљно питање:
"У старом крају моја породица је била срећна. Сада су моји родитељи стално нервозни и незадовољни, а мене критикују и не примећују да ми није лако. Не могу више на њих да се ослоним нити да очекујем разумевање и подршку. Шта да радим? Судбинско питање: Мој отац је једне а мајка друге националности. Отац жели да се вратим и да живим са њим. Каже да је то моја отадџбина, а мајка ме тера да останем са њом, јер овде живе "наши". Шта да радим?"
Животно питање:
"Моја мајка је раније имала добар посао, а ја сам био поносан када сам одговарао на питање шта она ради. Сада, као избеглица, она продаје цигарете на улици. И што је још горе, у томе морам да јој помажем. Мене је страшно срамота, нарочито када сретнем неког друга. Понекад зато мрзим своју мајку. Шта да радим?"